# Светско првенство у атлетици на отвореном 2011 — 50 километара ходање за мушкарце
Такмичење у ходању на 50 километара у мушкој конкуренцији на Светском првенству у атлетици 2011. у Тегуу је одржано 3. септембра на улицама Тегуа.
Учествовали су представници из 23 земље са 45 ходача од којих је такмичење завршило 25.

## Победници
|                            |                           |                    |
| Денис Нижегородов · Русија | Џаред Талент · Аустралија | Си Тјанфенг · Кина |

## Рекорди пре почетка Светског првенства 2011.
| Светски рекорд             | Денис Нижегородов · Русија | 3:34:14 | Чебоксари, Русија              | 11. мај 2008.    |
| Рекорд светских првенстава | Роберт Кожењовски · Пољска | 3:36:03 | Париз, Француска               | 27. август 2003. |
| Најбољи резултат сезоне    | Сергеј Бакулин · Русија    | 3:38:46 | Саранск, Русија                | 12. јун 2011.    |
| Афрички рекорд             | Хатем Гула · Тунис         | 3:58:44 | Santa Eulària des Riu, Шпанија | 4. март 2007     |
| Азијски рекорд             | Ју Чаохонг · Кина          | 3:36:06 | Нанкинг, Кина                  | 22. октобар 2005 |
| Североамерички рекорд      | Раул Гонзалес · Мексико    | 3:41:20 | Подјебради, Чехословачка       | 11. јун 1978.    |
| Јужноамерички рекорд       | Хавијер Морено · Еквадор   | 3:52:07 | Рио де Жанеиро, Бразил         | 28. јул 2007     |
| Европски рекорд            | Денис Нижегородов · Русија | 3:34:14 | Чебоксари, Русија              | 11. мај 2008.    |
| Океанијски рекорд          | Нејтан Дикс · Аустралија   | 3:35:47 | Џилонг, Аустралија             | 2. децембар 2006 |

### Најбољи резултати у 2011. години
Десет најбољих ходача на 50 километара у сезони 2011. пре почетка првенства (24. августа 2011), имале су следећи пласман.
| 1  | Сергеј Бакулин Русија    | 3:38:27 | 12. јун 2011.   |
| 2  | Си Тјанфенг Кина         | 3:38:48 | 24. април 2011. |
| 3  | Матеј Тот Словачка       | 3:39:46 | 26. март 2011.  |
| 4  | Faguang Xu Кина          | 3:42:20 | 24. април 2011. |
| 5  | Јури Андронов Русија     | 3:42:25 | 12. јун 2011.   |
| 6  | Ли Ђинбо Кина            | 3:43:38 | 24. април 2011. |
| 7  | Коричиро Мориока Јапан   | 3:44:45 | 17. април 2011. |
| 8  | Орасио Нава Мексико      | 3:45:29 | 12. јун 2011.   |
| 9  | Денис Нижегородов Русија | 3:45:58 | 21. мај 2011.   |
| 10 | Рафаел Федачински Пољска | 3:45:58 | 21. мај 2011.   |

## Квалификационе норме
| A норма | Б норма |
| ------- | ------- |
| 3:58:00 | 4:09:00 |

## Сатница
| Датум              | Време | Коло   |
| ------------------ | ----- | ------ |
| 3. септембар 2011. | 08:00 | Финале |

## Нови рекорди после завршетка такмичења
| Јужноамерички рекорд | Андрес Чочо · Еквадор | 3:49:32 | Тегу, Јужна Кореја | 3. септембар 2011 |

Поред јужноамеричког рекорда оборена су два национални рекорда (Јужна Кореја и Еквадор), 3 лична рекорда и 15 рекорда сезоне (набољих личних резултата сезоне).

## Краћи преглед такмичења
Трку је до 15 км водио француски ходач Јоан Диниз праћен од Ауатралијанца Нејтана Дикса. По дисквалификацији Диниза, Дикс преузима вођство и на 25 километру је имао предност у односу на другопласираног Руса Сергеја Бакулина од 31 секунду. На 30 км водећи Дикс полако посустаје због проблема са коленом. Прво је достигнут од Бакулина а после 35 км предност Бакулина је већа од 2 минута, а Дикс се теже трчи и одустаје. Између 40 и 45 км, Диксов сународник Џаред Талент угледао је своју шанцу смањујући разлику за Водећим по неколико секунди по сваком километру, али не довољно да сустигне водећег. Уложено додатни напор да стигне водећег Талент плаћа успоравањем у последња 2 км када бива престигнут од светског рекордера Дениса Нижегородова, чиме се добио коначни поредак на циљу трке.

## Финале
| Пласман | Атлетичар                | Држава       | Време             | Белешка           |
| ------- | ------------------------ | ------------ | ----------------- | ----------------- |
|         | Денис Нижегородов        | Русија       | 3:42:45           | ЛРС               |
|         | Џаред Талент             | Аустралија   | 3:43:36           | ЛРС               |
|         | Си Тјанфенг              | Кина         | 3:44:40           |                   |
| 4       | Лук Адамс                | Аустралија   | 3:45:41           | ЛРС               |
| 5       | Кончиро Мориока          | Јапан        | 3:46:21           |                   |
| 6       | Парк Чил-Сунг            | Јужна Кореја | 3:47:13           | НР                |
| 7       | Сју Фагуанг              | Кина         | 3:47:19           |                   |
| 8       | Такајуки Тани            | Јапан        | 3:48:03           | ЛРС               |
| 9       | Hirooki Arai             | Јапан        | 3:48:40           | ЛР                |
| 10      | Андрес Чочо              | Еквадор      | 3:49:32           | ЈАР               |
| 11      | Марко де Лука            | Италија      | 3:49:40           | ЛРС               |
| 12      | Рафал Сикора             | Пољска       | 3:50:24           |                   |
| 13      | Ким Донг Јунг            | Јужна Кореја | 3:51:12           | ЛР                |
| 14      | Јарко Кинунен            | Финска       | 3:52:32           | РС                |
| 15      | Jean-Jacques Nkouloukidi | Италија      | 3:52:35           | ЛР                |
| 16      | Тронд Нимарк             | Норвешка     | 3:54:26           | ЛРС               |
| 17      | Едгар Ернандез           | Мексико      | 3:54:46           | РС                |
| 18      | Хосе Лејвер              | Мексико      | 3:55:37           |                   |
| 19      | Олексиј Казањин          | Украјина     | 3:56:18           | ЛРС               |
| 20      | Омар Зепеда              | Мексико      | 3:56:41           |                   |
| 21      | Андреас Густафсон        | Шведска      | 4:00:05           | ЛРС               |
| 22      | Бертран Мулине           | Француска    | 4:07:58           |                   |
| 23      | Квентин Рев              | Нови Зеланд  | 4:08:46           |                   |
| 24      | Ли Ђинбо                 | Кина         | 4:10:26           |                   |
| —       | Хезус Анхел Гарсија      | Шпанија      | Дисквалификован   | Дисквалификован   |
| —       | Микел Одриозола          | Шпанија      | Дисквалификован   | Дисквалификован   |
| —       | Анти Кемпас              | Финска       | Дисквалификован   | Дисквалификован   |
| —       | Јоан Диниз               | Француска    | Дисквалификован   | Дисквалификован   |
| —       | Cedric Houssaye          | Француска    | Дисквалификован   | Дисквалификован   |
| —       | Колин Грифин             | Ирска        | Дисквалификован   | Дисквалификован   |
| —       | Yim Jung-hyun            | Јужна Кореја | Дисквалификован   | Дисквалификован   |
| —       | Тадас Шушкевичиус        | Литванија    | Дисквалификован   | Дисквалификован   |
| —       | Рафаљ Федичински         | Пољска       | Дисквалификован   | Дисквалификован   |
| —       | Игор Ерохин              | Русија       | Дисквалификован   | Дисквалификован   |
| —       | Ненад Филиповић          | Србија       | Дисквалификован   | Дисквалификован   |
| —       | Милош Батовски           | Словачка     | Дисквалификован\| | Дисквалификован\| |
| —       | Нејтан Дикс              | Аустралија   | Није завршио      | Није завршио      |
| —       | José Ignacio Díaz        | Шпанија      | Није завршио      | Није завршио      |
| —       | Игорс Казакевикс         | Летонија     | Није завршио      | Није завршио      |
| —       | Грегорж Судол            | Пољска       | Није завршио      | Није завршио      |
| —       | Сергеј Кирдјапкин        | Русија       | Није завршио      | Није завршио      |
| —       | Матеј Тот                | Словачка     | Није завршио      | Није завршио      |
| —       | Кристофер Линке          | Немачка      | Није стартовао    | Није стартовао    |
| —       | Роберт Хефернан          | Ирска        | Није стартовао    | Није стартовао    |
| 1       | Сергеј Бакулин           | Русија       | 3:41:24           | Диск.             |

### Пролазна времена
| Дистанца | Такмичар             | Држава       | Време    |
| -------- | -------------------- | ------------ | -------- |
| 5 км     | 1. Јоан Диниз        | Француска    | 22:18    |
| 5 км     | 2. Сергеј Бакулин    | Русија       | 22:23.   |
| 5 км     | 3. Нејтан Дикс       | Аустралија   | 22:26    |
| 5 км     | 4. Junghyun Yim      | Јужна Кореја | 22:36    |
| 5 км     | 4. Сергеј Кирдјапкин | Русија       | и. в.    |
| 5 км     | 4. Такајуки Тани     | Јапан        | и. в.    |
| 10 км    | 1. Јоан Диниз        | Француска    | 44:31    |
| 10 км    | 2. Сергеј Бакулин    | Русија       | и. в.    |
| 10 км    | 3. Нејтан Дикс       | Аустралија   | 44:36    |
| 10 км    | 4. Денис Нижегородов | Русија       | 45:03    |
| 10 км    | 5. Игор Ерохин       | Русија       | и. в.    |
| 20 км    | 1. Нејтан Дикс       | Аустралија   | 1:28:03  |
| 20 км    | 2. Сергеј Бакулин    | Русија       | 1:28:15  |
| 20 км    | 3. Андрес Чочо       | Еквадор      | 1:29:28. |
| 20 км    | 4. Junghyun Yim      | Јужна Кореја | 1:29:29  |
| 20 км    | 5. Денис Нижегородов | Русија       | и. в.    |
| 20 км    | 5. Игор Ерохин       | Русија       | и. в.    |
| 30 км    | 1. Нејтан Дикс       | Аустралија   | 2:11:33  |
| 30 км    | 2. Сергеј Бакулин    | Русија       | 1:11:51  |
| 30 км    | 3. Грегорж Судол     | Пољска       | 1:13:50  |
| 30 км    | 4. Си Тјанфенг       | Кина         | и. в.    |
| 30 км    | 5. Игор Ерохин       | Русија       | 2:13:51  |
| 30 км    | 5. Џаред Талент      | Аустралија   | и. в.    |
| 40 км    | 1. Сергеј Бакулин    | Русија       | 2:55:54  |
| 40 км    | 2. Џаред Талент      | Аустралија   | 2:57:42. |
| 40 км    | 3. Денис Нижегородов | Русија       | 2:58:29  |
| 40 км    | 4. Си Тјанфенг       | Кина         | 2:58:43  |
| 40 км    | 5. Лук Адамс         | Аустралија   | 2:59:00  |

Легенда:и. в. = исто време